# Locomotiva FS E.405
Le E.405 sono locomotive elettriche multiruolo delle Ferrovie dello Stato Italiane, costruite in 42 unità da Adtranz (poi Bombardier Transportation Italy) tra la fine del 1998 e il 2004.

## Storia

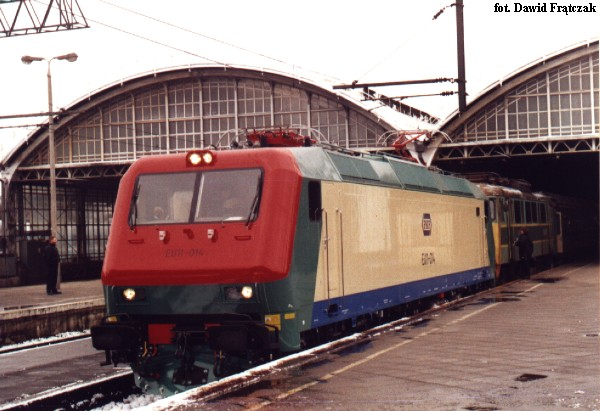
EU11-014 in prova alla stazione di Breslavia

In origine esse erano destinate al mercato polacco. L'acquisto di 42 locomotive è stato fatto, infatti, dalle PKP nel 1996 e l'intero processo di assemblaggio è avvenuto nelle officine polacche di Breslavia. Dopo che 8 esemplari hanno svolto una serie di corse prova sui treni internazionali tra Varsavia e Berlino il contratto di fornitura venne definitivamente cancellato nel 2002, a causa una serie di divergenze finanziarie tra PKP e AdTranz, di conseguenza alcuni ingegneri delle Ferrovie dello Stato Italiane valutarono la possibilità di poter adattare queste macchine alla rete italiana.
Raggiunto un accordo quadro con la casa costruttrice per poter rendere il progetto compatibile alle caratteristiche del sistema ferroviario italiano, nel gennaio 2002 Trenitalia ha acquistato le prime 24 locomotive; la prima di queste, la EU11-003, giunse in Italia a febbraio 2002. Nel corso del mese di aprile fu stipulata l'opzione di acquisto per le rimanenti 18 locomotive, per le quali Rail Traction Company aveva mostrato interesse. L'immatricolazione originale EU 11 è stata mantenuta fino all'ingresso in servizio in Italia a maggio 2003, quando l'intero gruppo ha iniziato a ricevere la ricoloritura nei colori sociali XMPR, poi estesa di fabbrica alle successive unità in costruzione. L'ultima E.405 è stata consegnata a Trenitalia Cargo nell'agosto 2004.
Queste locomotive elettriche monotensione (3 kV CC) sono diretta evoluzione delle E.412, le quali tuttavia sono macchine politensione, essendo destinate al traffico merci internazionale con Austria e Germania. Dalle stesse ereditano la modularità costruttiva (molti apparati sono intercambiabili) e le principali caratteristiche progettuali. Sono inoltre dotate di condotta a 18 poli e possono essere abilitate alla doppia trazione e al telecomando. A differenza delle E.412 presentano il frontale integralmente in metallo anziché in materiale composito e un banco manovra con postazione di guida a destra invece che a sinistra, elemento che le distingue dalle altre motrici italiane. 
Caratterizzate da elevato sforzo di trazione all'avviamento (250 kN) e, contemporaneamente, da un rapporto di trasmissione in grado di far raggiungere loro la velocità massima di 200 km/h (sebbene omologate in Italia fino a 160 km/h) le E.405 sono locomotive in grado di trainare sia treni merci pesanti che treni passeggeri veloci.
Inizialmente circolanti esclusivamente sulla linea del Brennero, ovvero tra Verona Porta Nuova e Brennero, al traino di treni merci, le E.405 sono state in seguito impiegate anche su altre linee italiane, avendo modo di effettuare nei primi anni di esercizio qualche treno passeggeri internazionale della categoria Eurocity, prima del definitivo passaggio alla divisione Cargo (oggi Mercitalia Rail).
Dal 2023 le E.405 stanno iniziando a ricevere la nuova livrea zincata Mercitalia Rail, in luogo dell'originario schema XMPR, la prima unità a riceverla è stata l'unità E.405.017 presso le officine di Verona Porta Vescovo. Sulla base degli ultimi dati aggiornati, a maggio 2024, sono 5 le E.405 a rivestire la nuova livrea Mercitalia Rail.

## Incidenti

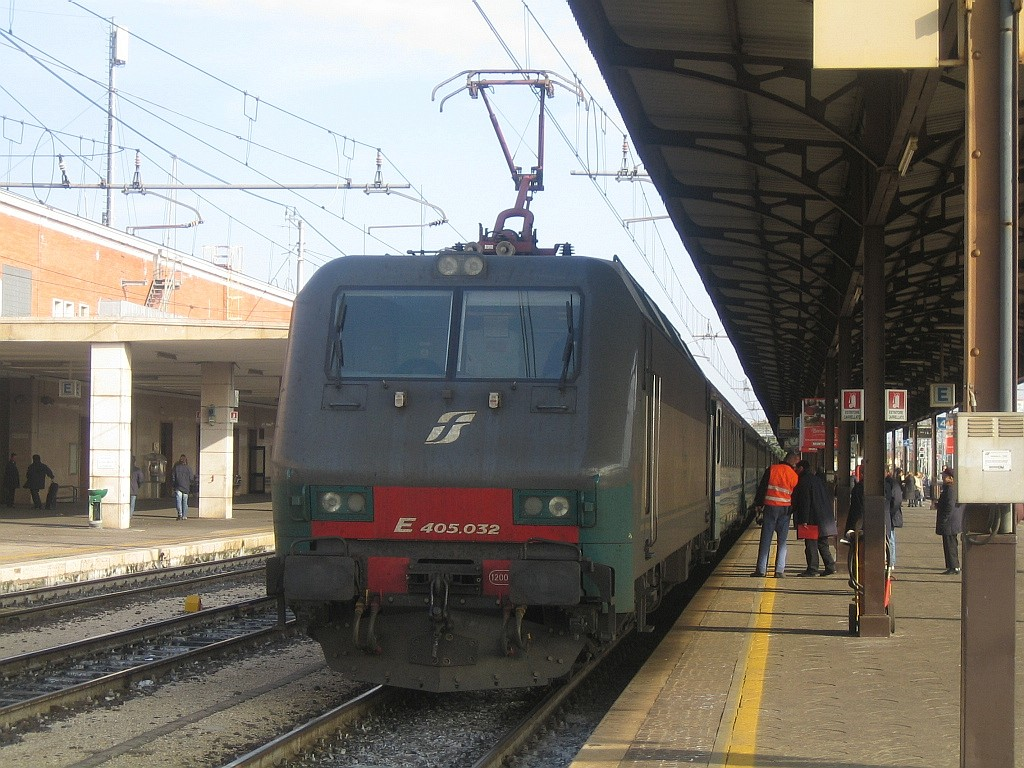
La E.405.032, l'unità coinvolta nell'incidente di Avio.

Il 13 dicembre 2006 la E.405.032 venne coinvolta in un violento scontro presso Avio, quando, dopo aver superato per errore un segnale rosso, tamponò un treno merci di proprietà di Rail Traction Company, trainato da motrici EU43, fermo ad un segnale anch'esso disposto a via impedita.
Lo scontro, a cui è seguito il deragliamento della macchina, è costato la vita ai due macchinisti di Trenitalia Walter Mazzi e Giancarlo Maschi, del treno investitore.

## Unità assegnate a Mercitalia Rail

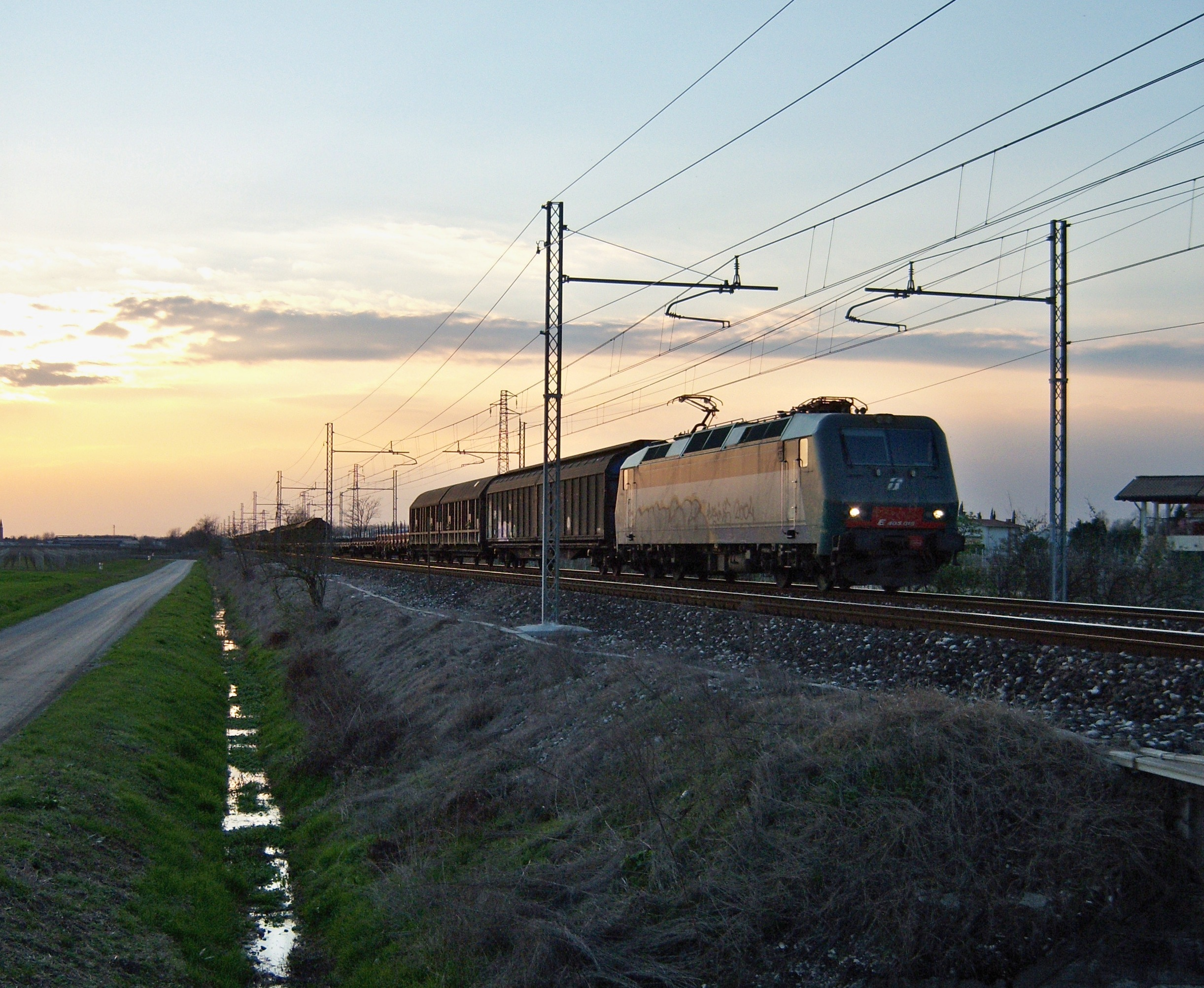
Locomotiva E.405 in transito sulla linea Venezia-Udine all'altezza di Zoppola in trazione ad un convoglio merci

Dal 2017 tutte le E.405, eccetto l'unità 032 coinvolta nell'incidente del 13 dicembre 2006, per un totale di 41 unità, sono state assegnate a Mercitalia Rail (ex Trenitalia Cargo) presso il deposito di Verona.
Al 2024 si contano 38 macchine ancora operative in quanto le unità 019, 023 e 041 risultano accantonate.